# Campionatul Mondial de Fotbal 2022 – Grupa E
Grupa E de la Campionatul Mondial de Fotbal 2022 a avut loc în perioada 23 noiembrie-1 decembrie 2022. Grupa a fost alcătuită din Spania, Costa Rica, Germania și Japonia. Clasate pe primele două locuri, Japonia și Spania au avansat în runda optimilor.

### Echipe
| Poziția tragerii | Echipa     | Urnă | Confederația | Metoda calificării                     | Data calificării  | Apariții în turneul final | Ultima apariție | Cea mai bună performanță              | Clasamentul FIFA | Clasamentul FIFA |
| Poziția tragerii | Echipa     | Urnă | Confederația | Metoda calificării                     | Data calificării  | Apariții în turneul final | Ultima apariție | Cea mai bună performanță              | Martie 2022      | Octombrie 2022   |
| ---------------- | ---------- | ---- | ------------ | -------------------------------------- | ----------------- | ------------------------- | --------------- | ------------------------------------- | ---------------- | ---------------- |
| E1               | Spania     | 1    | UEFA         | Câștigătoarea Grupei B UEFA            | 14 noiembrie 2021 | 16                        | 2018            | Câștigătoare (2010)                   | 7                | 7                |
| E2               | Costa Rica | 4    | CONCACAF     | Câștigătoarea barajului CONCACAF v OFC | 14 iunie 2022     | 6                         | 2018            | Sferturi de finală (2014)             | 31               | 31               |
| E3               | Germania   | 2    | UEFA         | Câștigătoarea Grupei J UEFA            | 11 October 2021   | 20th                      | 2018            | Câștigătoare (1954, 1974, 1990, 2014) | 12               | 11               |
| E4               | Japonia    | 3    | AFC          | Locul 2 Grupa B Runda a treia AFC      | 24 martie 2022    | 7                         | 2018            | Optimi de finală (2002, 2010, 2018)   | 23               | 24               |

Note
1. ↑  Clasamentul din martie 2022 a fost folosit pentru tragerea la sorți.
2. 1 2  Deoarece identitatea câștigătoarei play-off-ului CONCACAF vs. OFC nu era cunoscută la momentul tragerii la sorți finale, pozițiile din clasamentul FIFA nu au fost luate în considerare, iar ocupanta locului la tragerea la sorți a fost repartizată automat în urna 4.[4]
3. ↑  Germania a concurat ca RFG între 1951 și 1990.

## Clasament
| Loc | Echipa     | MJ | V | E | Î | GM | GP | DG | Pct | Calificare                      |
| --- | ---------- | -- | - | - | - | -- | -- | -- | --- | ------------------------------- |
| 1   | Japonia    | 3  | 2 | 0 | 1 | 4  | 3  | +1 | 6   | Avansează în Runda eliminatorie |
| 2   | Spania     | 3  | 1 | 1 | 1 | 9  | 3  | +6 | 4   | Avansează în Runda eliminatorie |
| 3   | Germania   | 3  | 1 | 1 | 1 | 6  | 5  | +1 | 4   |                                 |
| 4   | Costa Rica | 3  | 1 | 0 | 2 | 3  | 11 | −8 | 3   |                                 |

## Meciurile
Toate orele sunt listate la ora României.

### Germania vs Japonia
| Germania              | 1–2    | Japonia                |
| --------------------- | ------ | ---------------------- |
| - Gündoğan 33' (pen.) | Raport | - Dōan 75' - Asano 83' |

| Germania | Japonia |

| GK          | 1  | Manuel Neuer (c)   |  |     |
| RB          | 15 | Niklas Süle        |  |     |
| CB          | 2  | Antonio Rüdiger    |  |     |
| CB          | 23 | Nico Schlotterbeck |  |     |
| LB          | 3  | David Raum         |  |     |
| CM          | 6  | Joshua Kimmich     |  |     |
| CM          | 21 | İlkay Gündoğan     |  | 67' |
| RW          | 10 | Serge Gnabry       |  | 90' |
| AM          | 13 | Thomas Müller      |  | 67' |
| LW          | 14 | Jamal Musiala      |  | 79' |
| CF          | 7  | Kai Havertz        |  | 79' |
| Înlocuiri:  |    |                    |  |     |
| MF          | 18 | Jonas Hofmann      |  | 67' |
| MF          | 8  | Leon Goretzka      |  | 67' |
| MF          | 11 | Mario Götze        |  | 79' |
| FW          | 9  | Niclas Füllkrug    |  | 79' |
| FW          | 26 | Youssoufa Moukoko  |  | 90' |
| Manager:    |    |                    |  |     |
| Hansi Flick |    |                    |  |     |

| GK              | 12 | Shūichi Gonda     |  |     |
| RB              | 19 | Hiroki Sakai      |  | 75' |
| CB              | 4  | Ko Itakura        |  |     |
| CB              | 22 | Maya Yoshida (c)  |  |     |
| LB              | 5  | Yuto Nagatomo     |  | 57' |
| CM              | 6  | Wataru Endo       |  |     |
| CM              | 17 | Ao Tanaka         |  | 71' |
| RW              | 14 | Junya Ito         |  |     |
| AM              | 15 | Daichi Kamada     |  |     |
| LW              | 11 | Takefusa Kubo     |  | 46' |
| CF              | 25 | Daizen Maeda      |  | 57' |
| Înlocuiri:      |    |                   |  |     |
| DF              | 16 | Takehiro Tomiyasu |  | 46' |
| MF              | 9  | Kaoru Mitoma      |  | 57' |
| FW              | 18 | Takuma Asano      |  | 57' |
| MF              | 8  | Ritsu Dōan        |  | 71' |
| MF              | 10 | Takumi Minamino   |  | 75' |
| Manager:        |    |                   |  |     |
| Hajime Moriyasu |    |                   |  |     |

| Jucătorul meciului: Shūichi Gonda (Japonia) Arbitri asistenți: David Morán (El Salvador) Zachari Zeegelaar (Surinam) Al patrulea oficial: Saíd Martínez (Honduras) Arbitru asistent rezervă: Helpys Raymundo Feliz (Republica Dominicană) Arbitru asistent VAR: Mauro Vigliano (Argentina) Arbitri asistenți video: Armando Villarreal (SUA) Kathryn Nesbitt (SUA) Fernando Guerrero (Mexic) Arbitri asistenți video: Mahmoud Abouelregal (Egipt) |

### Spania vs Costa Rica
| Spania                                                                                     | 7–0    | Costa Rica |
| ------------------------------------------------------------------------------------------ | ------ | ---------- |
| - Olmo 11' - Asensio 21' - F. Torres 31' (pen.), 54' - Gavi 74' - Soler 90' - Morata 90+2' | Raport |            |

| Spania | Costa Rica |

| GK           | 23 | Unai Simón          |  |     |
| RB           | 2  | César Azpilicueta   |  |     |
| CB           | 16 | Rodri               |  |     |
| CB           | 24 | Aymeric Laporte     |  |     |
| LB           | 18 | Jordi Alba          |  | 64' |
| DM           | 5  | Sergio Busquets (c) |  | 64' |
| CM           | 9  | Gavi                |  |     |
| CM           | 26 | Pedri               |  | 57' |
| RF           | 11 | Ferran Torres       |  | 57' |
| CF           | 10 | Marco Asensio       |  | 69' |
| LF           | 21 | Dani Olmo           |  |     |
| Înlocuiri:   |    |                     |  |     |
| FW           | 7  | Álvaro Morata       |  | 57' |
| MF           | 19 | Carlos Soler        |  | 57' |
| DF           | 14 | Alejandro Balde     |  | 64' |
| MF           | 8  | Koke                |  | 64' |
| FW           | 12 | Nico Williams       |  | 69' |
| Manager:     |    |                     |  |     |
| Luis Enrique |    |                     |  |     |

| GK                   | 1  | Keylor Navas (c)  |       |     |
| RB                   | 16 | Carlos Martínez   |       | 46' |
| CB                   | 6  | Óscar Duarte      |       |     |
| CB                   | 15 | Francisco Calvo   | 68'   |     |
| LB                   | 8  | Bryan Oviedo      |       | 82' |
| RM                   | 4  | Keysher Fuller    |       |     |
| CM                   | 5  | Celso Borges      |       | 72' |
| CM                   | 17 | Yeltsin Tejeda    |       |     |
| LM                   | 9  | Jewison Bennette  |       | 61' |
| CF                   | 12 | Joel Campbell     | 90+7' |     |
| CF                   | 7  | Anthony Contreras |       | 61' |
| Înlocuiri:           |    |                   |       |     |
| DF                   | 19 | Kendall Waston    |       | 46' |
| MF                   | 26 | Álvaro Zamora     |       | 61' |
| MF                   | 10 | Bryan Ruiz        |       | 61' |
| MF                   | 20 | Brandon Aguilera  |       | 72' |
| DF                   | 22 | Rónald Matarrita  |       | 82' |
| Manager:             |    |                   |       |     |
| Luis Fernando Suárez |    |                   |       |     |

| Jucătorul meciului: Gavi (Spania) Arbitri asistenți: Mohamed Al-Hammadi (Emiratele Arabe Unite) Hasan Al-Mahri (Emiratele Arabe Unite) Al patrulea oficial: Ma Ning (China) Arbitru asistent rezervă: Shi Xiang (China) Arbitru asistent VAR: Abdulla Al-Marri (Qatar) Arbitri asistenți video: Muhammad Taqi (Singapore) Bruno Pires (Brazilia) Tomasz Kwiatkowski (Polonia) Arbitri asistenți video: Taleb Al-Marri (Qatar) |

### Japonia vs Costa Rica
| Japonia | 0–1    | Costa Rica   |
| ------- | ------ | ------------ |
|         | Raport | - Fuller 81' |

| Japonia | Costa Rica |

| GK              | 12 | Shūichi Gonda    |       |     |
| RB              | 2  | Miki Yamane      | 44'   | 62' |
| CB              | 4  | Ko Itakura       | 84'   |     |
| CB              | 22 | Maya Yoshida (c) |       |     |
| LB              | 5  | Yuto Nagatomo    |       | 46' |
| CM              | 6  | Wataru Endo      | 90+3' |     |
| CM              | 13 | Hidemasa Morita  |       |     |
| RW              | 8  | Ritsu Dōan       |       | 67' |
| AM              | 15 | Daichi Kamada    |       |     |
| LW              | 24 | Yuki Soma        |       | 82' |
| CF              | 21 | Ayase Ueda       |       | 46' |
| Înlocuiri:      |    |                  |       |     |
| DF              | 26 | Hiroki Ito       |       | 46' |
| FW              | 18 | Takuma Asano     |       | 46' |
| MF              | 9  | Kaoru Mitoma     |       | 62' |
| MF              | 14 | Junya Ito        |       | 67' |
| MF              | 10 | Takumi Minamino  |       | 82' |
| Manager:        |    |                  |       |     |
| Hajime Moriyasu |    |                  |       |     |

| GK                   | 1  | Keylor Navas (c)  |     |       |
| CB                   | 6  | Óscar Duarte      |     |       |
| CB                   | 19 | Kendall Waston    |     |       |
| CB                   | 15 | Francisco Calvo   | 70' |       |
| RWB                  | 4  | Keysher Fuller    |     |       |
| LWB                  | 8  | Bryan Oviedo      |     |       |
| RM                   | 13 | Gerson Torres     |     | 65'   |
| CM                   | 5  | Celso Borges      | 61' | 89'   |
| CM                   | 17 | Yeltsin Tejeda    |     |       |
| LM                   | 12 | Joel Campbell     |     | 90+5' |
| CF                   | 7  | Anthony Contreras | 41' | 65'   |
| Înlocuiri:           |    |                   |     |       |
| MF                   | 20 | Brandon Aguilera  |     | 65'   |
| MF                   | 9  | Jewison Bennette  |     | 65'   |
| MF                   | 14 | Youstin Salas     |     | 89'   |
| MF                   | 2  | Daniel Chacón     |     | 90+5' |
| Manager:             |    |                   |     |       |
| Luis Fernando Suárez |    |                   |     |       |

| Jucătorul meciului: Keysher Fuller (Costa Rica) Arbitri asistenți: Stuart Burt (Anglia) Simon Bennett (Anglia) Al patrulea oficial: Maguette Ndiaye (Senegal) Arbitru asistent rezervă: El Hadj Malick Samba (Senegal) Arbitru asistent VAR: Jérôme Brisard (Franța) Arbitri asistenți video: Benoît Millot (Franța) Cyril Gringore (Franța) Adil Zourak (Maroc) Arbitri asistenți video: Nicolas Danos (Franța) |

### Spania vs Germania
| Spania       | 1–1    | Germania       |
| ------------ | ------ | -------------- |
| - Morata 62' | Raport | - Füllkrug 83' |

| Spania | Germania |

| GK           | 23 | Unai Simón          |     |     |
| RB           | 20 | Dani Carvajal       |     |     |
| CB           | 16 | Rodri               |     |     |
| CB           | 24 | Aymeric Laporte     |     |     |
| LB           | 18 | Jordi Alba          |     | 82' |
| DM           | 5  | Sergio Busquets (c) | 44' |     |
| CM           | 9  | Gavi                |     | 66' |
| CM           | 26 | Pedri               |     |     |
| RF           | 11 | Ferran Torres       |     | 54' |
| CF           | 10 | Marco Asensio       |     | 66' |
| LF           | 21 | Dani Olmo           |     |     |
| Înlocuiri:   |    |                     |     |     |
| FW           | 7  | Álvaro Morata       |     | 54' |
| MF           | 8  | Koke                |     | 66' |
| FW           | 12 | Nico Williams       |     | 66' |
| DF           | 14 | Alejandro Balde     |     | 82' |
| Manager:     |    |                     |     |     |
| Luis Enrique |    |                     |     |     |

| GK          | 1  | Manuel Neuer (c)   |     |     |
| RB          | 5  | Thilo Kehrer       | 37' | 70' |
| CB          | 15 | Niklas Süle        |     |     |
| CB          | 2  | Antonio Rüdiger    |     |     |
| LB          | 3  | David Raum         |     | 87' |
| CM          | 6  | Joshua Kimmich     | 60' |     |
| CM          | 8  | Leon Goretzka      | 58' |     |
| RW          | 10 | Serge Gnabry       |     | 85' |
| AM          | 21 | İlkay Gündoğan     |     | 70' |
| LW          | 14 | Jamal Musiala      |     |     |
| CF          | 13 | Thomas Müller      |     | 70' |
| Înlocuiri:  |    |                    |     |     |
| FW          | 9  | Niclas Füllkrug    |     | 70' |
| DF          | 16 | Lukas Klostermann  |     | 70' |
| MF          | 19 | Leroy Sané         |     | 70' |
| MF          | 18 | Jonas Hofmann      |     | 85' |
| DF          | 23 | Nico Schlotterbeck |     | 87' |
| Manager:    |    |                    |     |     |
| Hansi Flick |    |                    |     |     |

| Jucătorul meciului: Álvaro Morata (Spania) Arbitri asistenți: Hessel Steegstra (Țările de Jos) Jan de Vries (Țările de Jos) Al patrulea oficial: István Kovács (România) Arbitru asistent rezervă: Vasile Marinescu (România) Arbitru asistent VAR: Pol van Boekel (Țările de Jos) Arbitri asistenți video: Massimiliano Irrati (Italia) Taleb Al-Marri (Qatar) Paolo Valeri (Italia) Arbitri asistenți video: Ovidiu Artene (România) |

### Japonia vs Spania
| Japonia                 | 2–1    | Spania       |
| ----------------------- | ------ | ------------ |
| - Dōan 48' - Tanaka 51' | Raport | - Morata 11' |

| Japonia | Spania |

| GK              | 12 | Shūichi Gonda     |     |     |
| CB              | 4  | Ko Itakura        | 39' |     |
| CB              | 22 | Maya Yoshida (c)  | 45' |     |
| CB              | 3  | Shogo Taniguchi   | 44' |     |
| RM              | 14 | Junya Ito         |     |     |
| CM              | 13 | Hidemasa Morita   |     |     |
| CM              | 17 | Ao Tanaka         |     | 87' |
| LM              | 5  | Yuto Nagatomo     |     | 46' |
| RF              | 15 | Daichi Kamada     |     | 68' |
| CF              | 25 | Daizen Maeda      |     | 62' |
| LF              | 11 | Takefusa Kubo     |     | 46' |
| Înlocuiri:      |    |                   |     |     |
| MF              | 8  | Ritsu Dōan        |     | 46' |
| MF              | 9  | Kaoru Mitoma      |     | 46' |
| FW              | 18 | Takuma Asano      |     | 62' |
| DF              | 16 | Takehiro Tomiyasu |     | 68' |
| MF              | 6  | Wataru Endo       |     | 87' |
| Manager:        |    |                   |     |     |
| Hajime Moriyasu |    |                   |     |     |

| GK           | 23 | Unai Simón          |  |     |
| RB           | 2  | César Azpilicueta   |  | 46' |
| CB           | 16 | Rodri               |  |     |
| CB           | 4  | Pau Torres          |  |     |
| LB           | 14 | Alejandro Balde     |  | 68' |
| DM           | 5  | Sergio Busquets (c) |  |     |
| CM           | 9  | Gavi                |  | 68' |
| CM           | 26 | Pedri               |  |     |
| RF           | 12 | Nico Williams       |  | 57' |
| CF           | 7  | Álvaro Morata       |  | 57' |
| LF           | 21 | Dani Olmo           |  |     |
| Înlocuiri:   |    |                     |  |     |
| DF           | 20 | Dani Carvajal       |  | 46' |
| FW           | 11 | Ferran Torres       |  | 57' |
| FW           | 10 | Marco Asensio       |  | 57' |
| FW           | 25 | Ansu Fati           |  | 68' |
| DF           | 18 | Jordi Alba          |  | 68' |
| Manager:     |    |                     |  |     |
| Luis Enrique |    |                     |  |     |

| Jucătorul meciului: Ao Tanaka (Japonia) Arbitri asistenți: Zakhele Siwela Africa de Sud Souru Phatsoane (Lesotho) Al patrulea oficial: Salima Mukansanga (Rwanda) Arbitru asistent rezervă: El Hadj Malick Samba (Senegal) Arbitru asistent VAR: Fernando Guerrero (Mexic) Arbitri asistenți video: Armando Villarreal (SUA) Kyle Atkins (SUA) Adil Zourak (Maroc) Arbitri asistenți video: Nicolás Taran (Uruguay) |

### Costa Rica vs Germania
| Costa Rica                | 2–4    | Germania                                       |
| ------------------------- | ------ | ---------------------------------------------- |
| - Tejeda 58' - Vargas 70' | Raport | - Gnabry 10' - Havertz 73', 85' - Füllkrug 89' |

| Costa Rica | Germania |

| GK                   | 1  | Keylor Navas (c)  |     |       |
| CB                   | 19 | Kendall Waston    |     |       |
| CB                   | 6  | Óscar Duarte      | 77' |       |
| CB                   | 3  | Juan Pablo Vargas |     |       |
| RWB                  | 4  | Keysher Fuller    |     | 74'   |
| LWB                  | 8  | Bryan Oviedo      |     | 90+3' |
| RM                   | 12 | Joel Campbell     |     |       |
| CM                   | 5  | Celso Borges      |     |       |
| CM                   | 17 | Yeltsin Tejeda    |     | 90+3' |
| LM                   | 20 | Brandon Aguilera  |     | 46'   |
| CF                   | 11 | Johan Venegas     |     | 74'   |
| Înlocuiri:           |    |                   |     |       |
| MF                   | 14 | Youstin Salas     |     | 46'   |
| DF                   | 22 | Rónald Matarrita  |     | 74'   |
| MF                   | 9  | Jewison Bennette  |     | 74'   |
| FW                   | 7  | Anthony Contreras |     | 90+3' |
| MF                   | 24 | Roan Wilson       |     | 90+3' |
| Manager:             |    |                   |     |       |
| Luis Fernando Suárez |    |                   |     |       |

| GK          | 1  | Manuel Neuer (c)  |  |       |
| RB          | 6  | Joshua Kimmich    |  |       |
| CB          | 15 | Niklas Süle       |  | 90+3' |
| CB          | 2  | Antonio Rüdiger   |  |       |
| LB          | 3  | David Raum        |  | 66'   |
| CM          | 8  | Leon Goretzka     |  | 46'   |
| CM          | 21 | İlkay Gündoğan    |  | 55'   |
| RW          | 19 | Leroy Sané        |  |       |
| AM          | 14 | Jamal Musiala     |  |       |
| LW          | 10 | Serge Gnabry      |  |       |
| CF          | 13 | Thomas Müller     |  | 66'   |
| Înlocuiri:  |    |                   |  |       |
| DF          | 16 | Lukas Klostermann |  | 46'   |
| FW          | 9  | Niclas Füllkrug   |  | 55'   |
| FW          | 7  | Kai Havertz       |  | 66'   |
| MF          | 11 | Mario Götze       |  | 66'   |
| DF          | 4  | Matthias Ginter   |  | 90+3' |
| Manager:    |    |                   |  |       |
| Hansi Flick |    |                   |  |       |

| Jucătorul meciului: Kai Havertz (Germania) Arbitri asistenți: Neuza Back (Brazilia) Karen Díaz Medina (Mexic) Al patrulea oficial: Saíd Martínez (Honduras) Arbitru asistent rezervă: Walter López (Honduras) Arbitru asistent VAR: Drew Fischer (Canada) Arbitri asistenți video: Jerome Brisard (Franța) Kathryn Nesbitt (SUA) Massimiliano Irrati (Italia) Arbitri asistenți video: Corey Parker (SUA) |

## Disciplină
Punctele fair-play urmau să fie folosite ca departajare în cazul în care echipele ar fi fost la egalitate în clasamentul din grupă și în meciul direct. Acestea au fost calculate pe baza cartonașelor galbene și roșii primite în toate meciurile din grupe, după cum urmează: 
- Primul cartonaș galben: -1 punct;
- Cartonaș roșu indirect (al doilea cartonaș galben): -3 puncte;
- Cartonaș roșu direct: -4 puncte;
- Cartonaș galben și cartonaș roșu direct: -5 puncte;

Doar una dintre penalizările de mai sus se aplică unui jucător într-un singur meci.
| Echipa     | Meciul 1        | Meciul 1                               | Meciul 1      | Meciul 1                        | Meciul 2        | Meciul 2                               | Meciul 2      | Meciul 2                        | Meciul 3        | Meciul 3                               | Meciul 3      | Meciul 3                        | Puncte |
| Echipa     | Cartonaș galben | Cartonaș galben · Cartonaș galben-roșu | Cartonaș roșu | Cartonaș galben · Cartonaș roșu | Cartonaș galben | Cartonaș galben · Cartonaș galben-roșu | Cartonaș roșu | Cartonaș galben · Cartonaș roșu | Cartonaș galben | Cartonaș galben · Cartonaș galben-roșu | Cartonaș roșu | Cartonaș galben · Cartonaș roșu | Puncte |
| ---------- | --------------- | -------------------------------------- | ------------- | ------------------------------- | --------------- | -------------------------------------- | ------------- | ------------------------------- | --------------- | -------------------------------------- | ------------- | ------------------------------- | ------ |
| Spania     |                 |                                        |               |                                 | 1               |                                        |               |                                 |                 |                                        |               |                                 | −1     |
| Germania   |                 |                                        |               |                                 | 3               |                                        |               |                                 |                 |                                        |               |                                 | −3     |
| Costa Rica | 2               |                                        |               |                                 | 3               |                                        |               |                                 | 1               |                                        |               |                                 | −6     |
| Japonia    |                 |                                        |               |                                 | 3               |                                        |               |                                 | 3               |                                        |               |                                 | −6     |

## Legături externe
- Site web oficial